# Don Patricio
Don Patricio, pseudonimo di Patricio Martín Díaz (La Caleta, 9 febbraio 1993), è un rapper spagnolo.

## Biografia
Ha pubblicato il suo primo demo nel 2011. La sua canzone Nuestra playa eres tú, composta da lui, Uge e Bejo per essere la colonna sonora del film Maktub, è stata nominata per il premio come miglior canzone originale ai Goya Awards 2012.

## Carriera

### Inizi,El reguetón está pa alláeDon Papaya (2017)
All'inizio del 2017, ha pubblicato il suo primo lavoro da solista, un EP intitolato El reguetón está pa allá, che includeva brani che ha scritto e prodotto con l'etichetta discografica Warner Music Spain. Questo EP lo ha reso noto come solista a livello locale. A metà dello stesso anno, insieme ad altre canzoni dei Locoplaya, pubblicò il suo primo album in studio con il titolo Don Papaya, di cui spiccarono i brani La Papaya e Caribe Mix 93.

### Il successo eLa dura vida del joven rapero  (2018-presente)
Dopo un periodo di inattività, Don Patricio pubblica il singolo Enchochado de ti, pubblicato il 25 dicembre 2018. La canzone divenne un successo, diventando il numero 3 in Spagna, essendo la prima top 10 del cantante e la sua top 3 in generale fino a quel momento.
Don Patricio raggiunge la più grande viralità in America Latina con la sua canzone Contando Lunares estratta dall'album La dura vida del joven rapero, classificandosi secondo nella lista di "The 50 Most Viral Global" di Spotify e rimanendo per settimane, ottenendo 6 dischi di platino. Dopo qualche mese dall'uscita del suo tormentone estivo, esce anche il remix di Contando Lunares, collaborando con Anitta e Rauw Alejandro.
Il 31 luglio 2019 ha pubblicato la canzone Lola Bunny in collaborazione con Lola Índigo.
Il 18 marzo 2020 ha pubblicato la canzone BZRP Music Sessions #25, canzone cantata da Don Patricio e prodotta da Bizarrap. Questo singolo ha raggiunto una grande vitalità principalmente in Argentina e altri stati latinoamericani, e ha raggiunto le 50 milioni di visualizzazioni sulla piattaforma YouTube.
L'8 maggio 2020 Ghali ha pubblicato il remix di Boogieman, traccia contenuta nel suo album DNA, che vede la partecipazione di Don Patricio. A fine maggio Don Patricio presenta la sua nuova canzone intitolata Pa toda la vida, in collaborazione con Mozart La Para. La canzone è stata prodotta dal colombiano KZO Beat e registrata in Spagna, Colombia e Repubblica Dominicana. A luglio dello stesso anno, il rapper pubblica Cambio de temperatura con Aissa, a cui segue una collaborazione con El Ima, dal titolo Dice, ad agosto.

## Discografia

### Album in studio
- 2017 – Don Papaya
- 2019 – La dura vida del joven rapero

### EP
- 2017 – El reguetón está pa allá

### Singoli e Collaborazioni
- 2019 – Contando Lunares (con Cruz Cafuné o remix con Rauw Alejandro e Anitta)
- 2019 – ¿Como te va, Querida? (con Rels B)
- 2019 – Lola Bunny (con Lola Índigo)
- 2019 – Benicàssim (con Juancho Marqués e InnerCut)
- 2019 – Comunicado de prensa
- 2019 – Playing (con Recycled J e Selecta)
- 2019 – 22:23
- 2020 – En otra historia
- 2020 – Don Patricio: Bzrp Music Sessions, Vol. 25 (con Bizarrap)
- 2020 – Y a mi qué
- 2020 – Boogieman (Remix) (con Ghali)
- 2020 – Pa' toda la vida (con Mozart La Para)
- 2020 - Cambio de temperatura (con Aissa)
- 2020 - Dice (con El Ima)
- 2020 – Tan Rica (con Selecta)
- 2021 – Malas yerbas (con Marc Seguí e Lucas Otero)
- 2021 – Ciao bella
- 2021 – Balenciaga (con Nanpa Básico)
- 2021 – Mustang (con Lucas Otero)
- 2021 – Echo de menos
- 2022 – Si tú vas y yo vengo (con Menend)
- 2022 – El Pueblo en la casa
- 2022 – Supongo (con Kabaski)
- 2022 – Tóxica (con Lao Ra)